# Il filibustiere della costa d'oro
Il filibustiere della costa d'oro (Mister Moses) è un film del 1965 diretto da Ronald Neame, tratto dal romanzo Mister Moses del 1961 di Max Catto.